# Ruhpolding
Ruhpolding is een kuur- en toeristenplaats in de Duitse deelstaat Beieren en maakt deel uit van de Landkreis Traunstein. Ruhpolding telt 6.977 inwoners.

## Geografie
Ruhpolding ligt op 655 m hoogte en heeft een gematigd en aangenaam warm bergklimaat. De warmste maand is juli en de koudste is januari.

## Bergen
De hoogste berg van de Chiemgauer Alpen ligt in Ruhpolding en is de Sonntagshorn, 1961 m. Vanaf de Rauschberg is er een uitzicht op de Chiemsee en het Beierse vlakke land en aan de andere kant de bergtoppen van onder andere de 'Hohe Tauern'. De bergen die liggen binnen Ruhpolding zijn:
- Rauschberg (1674 m)
- Hörndlwand (1684 m)
- Sonntagshorn (1961 m)
- Unternberg (1450 m)
- Hochfelln (1674 m)

## Geschiedenis
De Ruhpoldinger dorpskern Buchschachen werd in 924 voor het eerst in een officieel document beschreven. Voor de naam Ruhpolding gebeurde dat in 1193 voor het eerst. Vanaf 1585 werd erts binnen de gemeente gedolven. Sinds 1882 werden de in 1818 gevormde gemeenten Ruhpolding, Vachenau en Zell tot een gemeente, de gemeente Ruhpolding, omgevormd. In 1895 werd de nog steeds in gebruik zijnde spoorlijn van Ruhpolding naar Traunstein aangelegd. Deze heeft in belangrijke mate aan het toeristisch succes van Ruhpolding bijgedragen. In 1933 werd de charme van Ruhpolding door de Berlijnse ondernemer Carl Degener ontdekt. Dit zorgde ervoor dat er in het midden van de jaren 50 gemiddeld 600.000 overnachtingen waren en in 1991 zelfs meer dan 1,1 miljoen. Ruhpolding is dan ook een populair vakantiedorp in de zomer- en winterperiode. In 1978 werd de kunstijshal en het biatloncentrum, de ‘Chiemgau Arena’ gebouwd. Sinds die tijd heeft Ruhpolding een vaste plek op kalender van de wereldbeker biatlon. Tevens werden in 1979, 1985, 1996, 2012 in het Duitse biatlonmekka Wereldkampioenschappen georganiseerd.

## Economie en infrastructuur
In het zuiden van Ruhpolding loopt de Deutsche Alpenstraße B305. De autosnelweg A8 ligt op ongeveer 7 km van Ruhpolding. Sinds 2008 wordt het verkeer in Ruhpolding ontlast door een 366 m lange tunnel. Ruhpolding is ook het eindpunt van de spoorweg Traunstein-Ruhpolding.
Ruhpolding ligt:
- 100 km van München
- 10 km van Traunstein
- 35 km van Salzburg
- 35 km van Berchtesgaden
- 15 km van de Chiemsee

## Vrijetijds- en sportvoorzieningen
Ten zuiden van Ruhpolding ligt het met Oostenrijk gedeelde skigebied Steinplatte. De Steinplatte is het op een na grootste skigebied van Duitsland. Er zijn blauwe, rode en zwarte pistes.
- Biatlon-Leistungszentrum (BLZ) Chiemgau-Arena met de grote Zirnbergschans (K-punt 115 m) en nog vier andere skischansen
- Wereldcup Biatlon
- Gondelbaan naar de Rauschberg (1671 m) met de pittige ski-afdaling Rossgasse
- Drie liften in het skigebied van de Unternberg (1425 m) met kunstsneeuwinstallatie
- Skigebied van de Westernberg met kunstsneeuwinstallatie
- Skigebied Maiergschwendt met skiliften, langlaufbaan en rodelbaan
- Langlaufen in het 'driemerengebied' in en rondom Ruhpolding. Avondlanglaufen in de verlichte Chiemgau-Arena. Er zijn meer dan 10 goed geprepareerde loipen (155 Km), zelfs op 1500 meter.
- Chiemgau Coaster, zomer- en winter bobsleebaan aan de Westernberg (april 2018)
- Sporthal met oefenbaan voor de schietsport
- IJshal
- Belevenis en Wellnessbad Vita Alpina met buitenbad, termen en sauna's. Vita Alpina is het eerste golfslagbad in de Alpen.
- Golfbaan van 18 holes, een 570 m lange en 86 hectare grote par-72-golfbaan
- Freizeitpark Ruhpolding, een pretpark dat in 1967 werd geopend
- Wandelen, in en rondom de dorpskern zijn er 250 km aan wandelwegen van diverse moeilijkheidsgraad.
- Mountainbiken, routes van 600 tot 1800 hoogtemeters.
- Minigolf, jetgolf, tafeltennis, boccia, tafelvoetbal en biljart zijn enkele sporten die men kan spelen bij het Kurhaus
- Boogschieten op 3D-figuren
- Vliegschans voor deltavliegen en paragliden op de Rauschberg en Unternberg
- In- en outdoor tennis, 10 buitenbanen en 4 binnenbanen

## Musea
- Glockenschmiede, een op waterkracht aangedreven hamersmederij. De smederij werd al in 1646 beschreven. In deze smederij werden koebellen en werktuig vervaardigd.
- Bartholomäus-Schmucker-Heimatmuseum. Dit museum toont het leven door de eeuwen heen in Ruhpolding. Het museum s gehuisvest in het voormalig hertogelijk jachtslot.
- Holzknechtmuseum Ruhpolding, een museum in het teken van de bosbouw en de houthakker.
- Schnauferlstall, een verzameling oude motoren en auto's.

## Gebouwen
- De katholieke kerk, St.Georg dateert van 1757. De kerk is rijk versierd met allerlei uit hout gesneden en vergulde heiligen. In de rechterzijaltaar staat een Romaanse Madonna uit de 12e eeuw.
- Het voormalig jachtslot van hertog Willelm V dateert van 1587. In het slot is momenteel het Ruhpoldinger Heimat Museum gehuisvest.
- De bedevaartskerk 'Maria im Schnee' werd in de dertigjarige oorlog in 1754 gesticht. Haar vroegbarokke altaar dateert zelfs uit 1667.
- De romaanse kerk St. Valentin dateert uit 1200. Omstreeks 1450 werd de kerk voorzien van een gotisch koor. De St. Valentin is de oudste gebouw van Ruhpolding.
- De Evangelische Joanneskirche is in 1952 gebouwd. Het altaar en het doopvont zijn van Ruhpoldinger marmer.

## Geboren
- Andreas Wellinger (1995), schansspringer

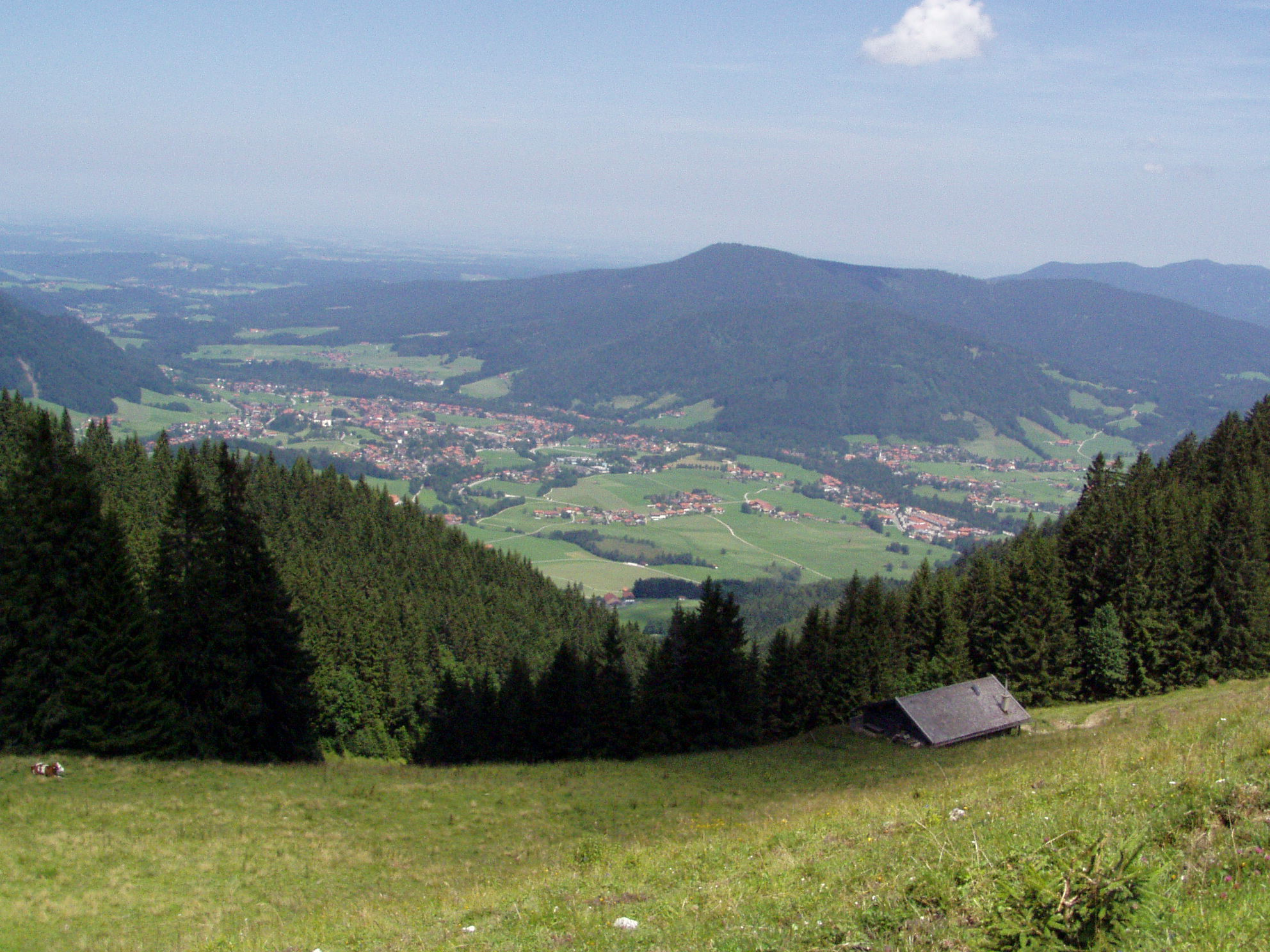
Ruhpolding

Altenmarkt a.d.Alz ·
Bergen ·
Chieming ·
Engelsberg ·
Fridolfing ·
Grabenstätt ·
Grassau ·
Inzell ·
Kienberg ·
Kirchanschöring ·
Marquartstein ·
Nußdorf ·
Obing ·
Palling ·
Petting ·
Pittenhart ·
Reit im Winkl ·
Ruhpolding ·
Schleching ·
Schnaitsee ·
Seeon-Seebruck ·
Siegsdorf ·
Staudach-Egerndach ·
Surberg ·
Tacherting ·
Taching a.See ·
Tittmoning ·
Traunreut ·
Traunstein ·
Trostberg ·
Übersee ·
Unterwössen ·
Vachendorf ·
Waging a.See ·
Wonneberg